# 洛克马里亚贝里安
洛克马里亚贝里安（法語：Locmaria-Berrien，法語發音：[lɔkmaʁja bɛʁjɛ̃]）是法国菲尼斯泰尔省的一个旧市镇，属于沙托兰区。2019年，洛克马里亚贝里安并入市镇普拉文。

## 地理
洛克马里亚贝里安（48°21'14"N, 3°41'41"W）面积17.2 平方千米，位于法国布列塔尼大區菲尼斯泰尔省，该省份为法国最西部的省份，位于布列塔尼半岛西部，北西南三面环大西洋，东临阿摩尔滨海省和莫尔比昂省。
与洛克马里亚贝里安接壤的市镇（或旧市镇、城区）包括：贝里安、于埃尔戈阿特、普卢耶、普拉文、斯克里尼亚克。

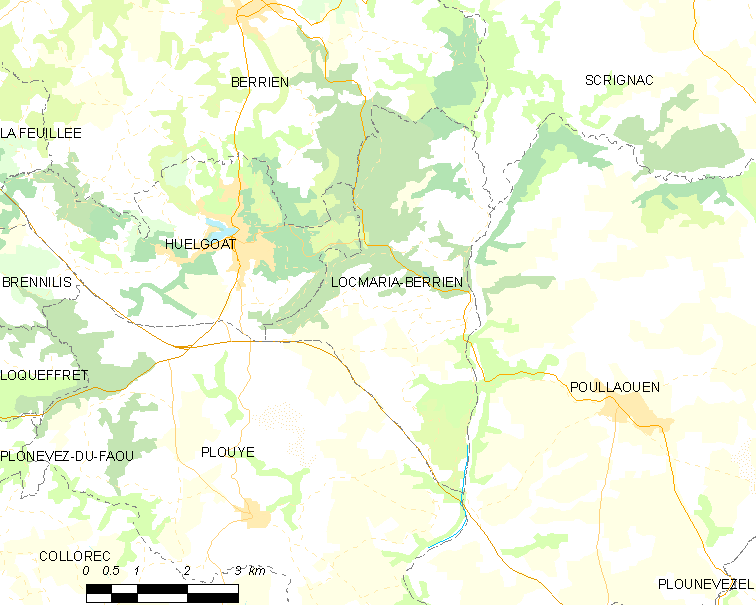
洛克马里亚贝里安的OSM定位图

洛克马里亚贝里安的时区为UTC+01:00、UTC+02:00（夏令时）。

## 行政
洛克马里亚贝里安的邮政编码为29690，INSEE市镇编码为29129。

## 政治
洛克马里亚贝里安所属的省级选区为卡赖普卢盖尔县。

## 人口

1962-2008年间洛克马里亚贝里安人口变化图示

洛克马里亚贝里安于2018年1月1日时的人口数量为230人。